# 家庭グラフ
『家庭グラフ』（かていグラフ）は、NHKラジオ第1放送で1952年に、日曜夕方15:05-16:00に生放送されたバラエティ番組である。
同番組はリスナー参加番組をコンセプトに、リスナーから寄せられた投書・投稿を基に、耳で読む雑誌感覚の番組で、それをミニラジオドラマ形式やコント形式にしたものが放送されたほか、リクエスト音楽も放送されていた。この放送は、2年間・110回放送されたが、このうちの1952年1月に放送された第1回の放送音源のみが日本放送協会（NHK）のNHKアーカイブスに残されており、その音源が、2024年1月21日にNHK-FM放送で放送された『伊集院光の百年ラヂオ』にて紹介された。